# Greenhalgh Castle
Greenhalgh Castle är ett slott i Storbritannien.   Det ligger i grevskapet Lancashire och riksdelen England, i den centrala delen av landet, 300 km nordväst om huvudstaden London. Greenhalgh Castle ligger 35 meter över havet.
Terrängen runt Greenhalgh Castle är platt åt sydväst, men åt nordost är den kuperad.Runt Greenhalgh Castle är det tätbefolkat, med 530 invånare per kvadratkilometer. Närmaste större samhälle är Preston, 15,7 km söder om Greenhalgh Castle. Trakten runt Greenhalgh Castle består i huvudsak av gräsmarker.